# Výzkumný ústav pro krajinu
Výzkumný ústav pro krajinu, veřejná výzkumná instituce (dále VÚK) je jednou z resortních organizací Ministerstva životního prostředí České republiky, která byla zřízena k 1. lednu 2007 podle zákona č. 341/2005 Sb. Jejím účelem je výzkum všech typů krajiny a souvisejících environmentálních rizik, výzkum biologické rozmanitosti a její ochrany, odborná podpora ochrany přírody a péče o krajinu a výzkum v oblasti okrasného zahradnictví.

## Historie
Ústav má poměrně pestrou historii. Existuje vlastně už od roku 1927, kdy byla na bývalém panství hraběte Arnošta Emanuela Silva Taroucy v Průhonicích, které stát odkoupil (zámek, park, hospodářské budovy i rozsáhlé pozemky), založena tehdejším ministerstvem zemědělství „Výzkumná stanice pro okrasné zahradnictví“. V roce 1936 proběhla reorganizace a přejmenování instituce na „Výzkumné ústavy zahradnické v Průhonicích“.
Po druhé světové válce se činnost zaměřovala téměř výhradně na oblast okrasného zahradnictví, a v roce 1946 byl ústav pod názvem „Výzkumný ústav okrasného zahradnictví“ (VÚOZ) v rámci Československých státních statků přičleněn ke šlechtitelskému podniku Oseva. V roce 1951 došlo k ukončení činnosti Československé dendrologické společnosti, VÚOZ převzal její spolkovou zahradu (dnešní Dendrologickou zahradu) a byl krátce znovu zařazen pod ministerstvo zemědělství. V roce 1955 byl ústav zařazen pod Československou akademii zemědělských věd, stal se garantem rozvoje celého bývalého průhonického taroucovského panství a také sadovnického a dendrologického výzkumu okrasných dřevin především v zámeckých parcích.
V roce 1962 byl ale Průhonický park včetně zámku předán Botanickému ústavu ČSAV, a VÚOZ opět přešel pod správu Ministerstva zemědělství, lesního a vodního hospodářství, aby se v roce 1964 stal součástí České akademie zemědělské. Postupně se dařilo rozvíjet nejen strukturu výzkumné činnosti, ale také areál pozemků zaniklé Československé dendrologické společnosti severně od Průhonic v okolí Černého rybníka, kde jako určitá náhrada za Průhonický park vzniklo v sedmdesátých letech 20. století pracoviště sadovnického a dendrologického výzkumu ústavu.
Další výraznou změnu přinesl rok 1977, kdy se v činnosti ústavu posílila problematika šlechtění okrasných rostlin a pod novým názvem „Výzkumný a šlechtitelský ústav okrasného zahradnictví v Průhonicích“ se ústav stal součástí výrobně hospodářské jednotky Sempra Praha. V roce 1979 byla zahájena poradenská služba pro okrasné zahradnictví a byla založena pobočka v Brně. V roce 1984 se ústav stal celostátním oborovým informačním střediskem pro okrasné zahradnictví a uplatnění zeleně v životním prostředí. Začal se rozvíjet i monitoring znečištění životního prostředí.
V roce 1991 byl ústav pod staronovým názvem „Výzkumný ústav okrasného zahradnictví“ převeden z rezortu zemědělství pod nově vzniklé Ministerstvo životního prostředí jako příspěvková organizace a byla k němu přičleněna pracoviště krajinářského výzkumu v Brně a v Karviné. Od roku 1993 se výzkum ve VÚOZ rozšířil o problematiku biomasy jako obnovitelného zdroje energie a od poloviny devadesátých let se zaměřil i na záchranné programy ohrožených druhů rostlin.
Název ústavu byl opět změněn v roce 2000, tentokrát na „Výzkumný ústav Silva Taroucy pro krajinu a okrasné zahradnictví“ (VÚKOZ) – do názvu bylo symbolicky začleněno i jméno zakladatele Průhonického parku, zakladatele a prvního prezidenta „Dendrologické společnosti pro podporu nauky o dřevinách a zahradního umění v Rakousku–Uhersku“ (1908) a po roce 1922 předsedy její nástupnické organizace, „Československé dendrologické společnosti“, hraběte Arnošta Emanuela Silva Taroucy.
V roce 2006 bylo na základě požadavků zřizovatele, Ministerstva životního prostředí, tradiční zahradnické zaměření rozšířeno o další výzkumné obory: výzkum ekologie krajiny, výzkum změn využívání krajiny a výzkum ekologie lesa. Od roku 2007 je ústav veřejnou výzkumnou institucí.
Od 1. ledna 2025 se název ústavu z rozhodnutí Ministerstva životního prostředí změnil na „Výzkumný ústav pro krajinu, v. v. i.“ (VÚK).

## Struktura a činnost
V současné době je VÚK multioborovou institucí, která se zabývá komplexním výzkumem krajiny na všech úrovních – od ekosystémů, přírodních společenstev a populací až k jednotlivým organismům. Hlavní pracoviště je v Průhonicích u Prahy, část výzkumné činnosti zajišťuje pracoviště v Brně. Kromě vedení ústavu, provozně-ekonomického zázemí a knihovny má VÚK několik výzkumných útvarů, z jejichž názvů je zřejmé i zaměření činnosti:
- odbor fytoenergetiky a biodiverzity,
- odbor biomonitoringu,
- odbor šlechtění a pěstebních technologií,
- odbor biologických rizik,
- odbor kulturní krajiny a sídel,
- odbor rostlinných biotechnologií,
- odbor ekologie krajiny,
- odbor ekologie lesa.

Samostatnými útvary jsou Dendrologická zahrada (včetně experimentálních a produkčních zahrad) a Vzdělávací a informační centrum "Floret".

## Sbírky
V rámci dřívější i současné činnosti VÚK vznikly a jsou udržovány i pozoruhodné sbírky.

### Sbírky cévnatých rostlin – Dendrologická zahrada

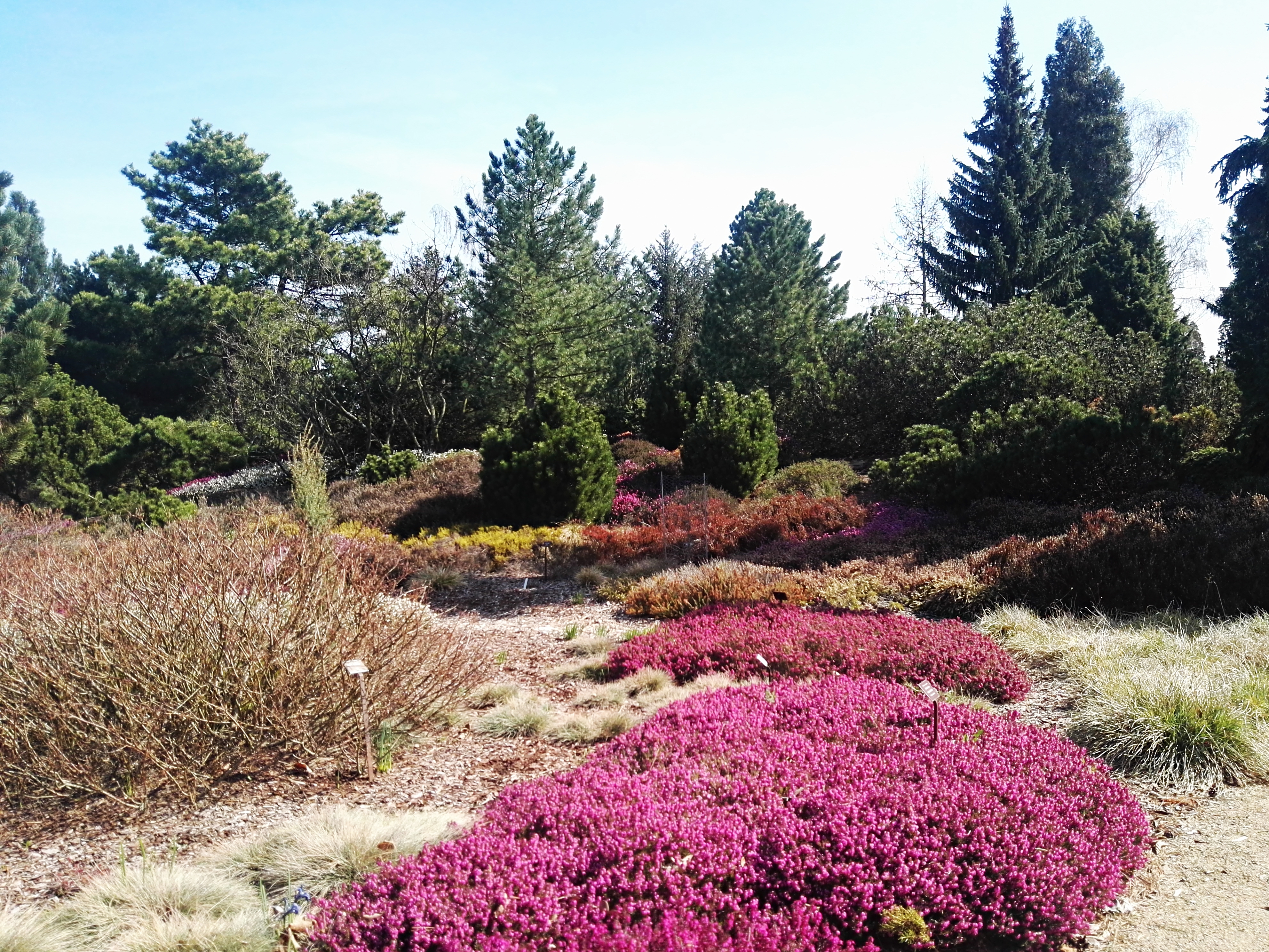
Dendrologická zahrada Průhonice: vřesy Na valech

V Dendrologické zahradě je na rozloze asi 80 hektarů pěstováno v tematicky zaměřených kompozičních celcích asi 5000 taxonů domácích a cizokrajných dřevin, které jsou studovány z hlediska využití v zahradní a krajinářské tvorbě. K největším sbírkám v České republice patří sbírky rododendronů (Rhododendron L.), borovic (Pinus L.), tavolníků (Spiraea L.) a jeřábů (Sorbus L.). Významnou součástí zahrady je také genofond domácích dřevin s kompletní sbírkou autochtonních jeřábů.

### Česká sbírka fytopatogenních oomycetů

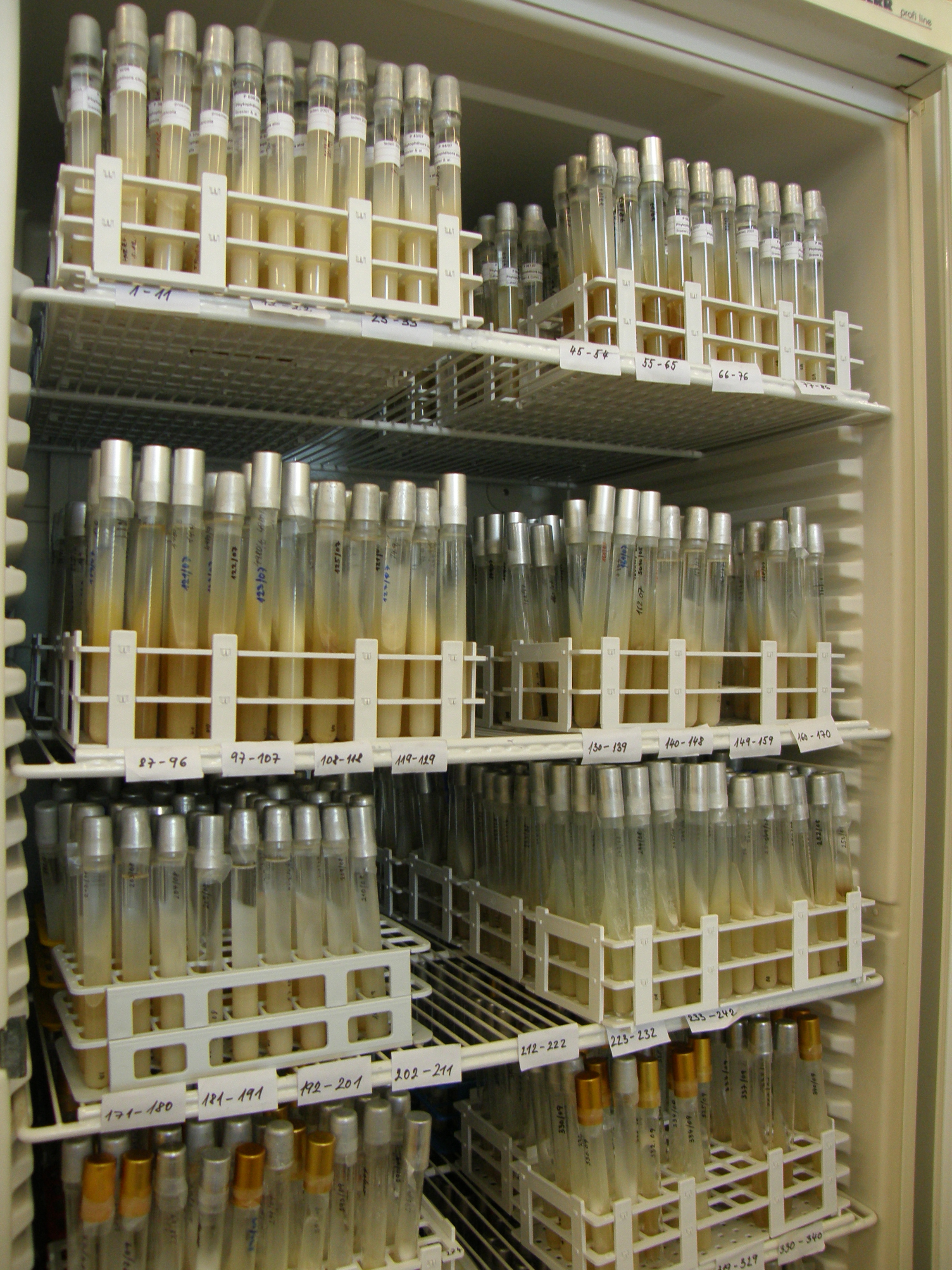
Sbírka oomycetů

Tato sbírka byla založena v roce 2005 a od roku 2012 je součástí „Národního programu konzervace a využívání genetických zdrojů mikroorganismů". Slouží k uchování genofondu významných oomycetů (organismů podobných houbám, napadajícím některé rostliny) a k výzkumným účelům, včetně testování a vývoje metod ochrany proti nim.

### Sbírka virů okrasných rostlin
Sbírka patogenních virů je v Průhonicích vytvářena od padesátých let 20. století souběžně s virologickým výzkumem. Virové izoláty se využívají pro výzkum i pro praktickou diagnostiku, např. jako kontrolní systém komerčních protilátek.